# Poussière cosmique

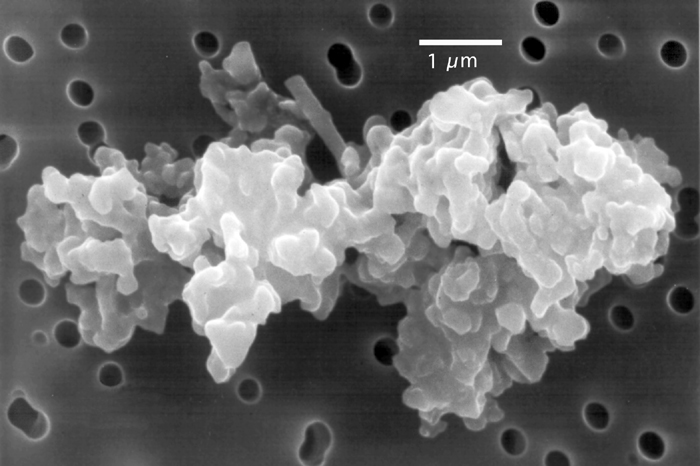
Poussière interplanétaire, poreuse et chondritique.

La poussière cosmique est la poussière présente dans l'espace. Elle est observée par des moyens spectroscopiques, et directement échantillonnée dans l'espace interplanétaire par des sondes spatiales.
L'essentiel de cette poussière est formé de grains de taille inférieure à 0,1 µm, mais on y trouve aussi des cristaux réfractaires de taille avoisinant ou dépassant le micromètre. La poussière cosmique comprend de la matière organique complexe (des solides amorphes de structure mixte aromatique–aliphatique), qui pourrait avoir été synthétisée dans d'anciennes atmosphères stellaires,,.
On distingue plusieurs types de poussière cosmique, en fonction de sa localisation : poussière circumplanétaire, poussière interplanétaire, poussière interstellaire et poussière intergalactique. La poussière interplanétaire est formée de plusieurs composantes d'origine multiple : poussière cométaire, poussière astéroïdale, poussière provenant des objets de Kuiper et poussière interstellaire de passage (ou piégée) dans le Système solaire.
La poussière atteignant la Terre est en partie consumée dans l'atmosphère mais s'y accumule aussi, parmi les sédiments. Les mesures des sondes spatiales évaluent le flux de poussière cosmique à environ 40 000 t/an. La mesure directe de la poussière accumulée sur le dôme C (Antarctique) évalue le dépôt de poussières de taille inférieure à 100 µm à 3 500 ± 500 t/an pour toute la surface terrestre.

## Poussière circumplanétaire
La poussière circumplanétaire est en orbite autour d'une planète. Elle peut être constituée de poussière interplanétaire piégée en orbite, mais aussi de poussière issue de l'érosion spatiale de satellites de la planète ; elle est alors fréquemment rassemblée en anneaux concentriques.

## Poussière interplanétaire
La poussière de l'espace interplanétaire est à l'origine de la lumière zodiacale. Les premières poussières interplanétaires ont été récoltées par la mission spatiale Stardust en août 2004 et ramenées sur Terre en 2006,,,.

## Poussière interstellaire
La densité de poussières dans le milieu interstellaire proche (la « bulle locale ») est estimée à environ e–6 grain/m3, chaque grain ayant une masse moyenne d'environ 10−17 kg.